# Athyroglossa schineri
Athyroglossa schineri är en tvåvingeart som beskrevs av Seguy 1934. Athyroglossa schineri ingår i släktet Athyroglossa och familjen vattenflugor.
Artens utbredningsområde är Österrike. Inga underarter finns listade i Catalogue of Life.